# Alfsee
Alfsee – jezioro w Niemczech. Powierzchnia tego jeziora wynosi 2,2 km². Jezioro znajduje się w kraju związkowym Dolna Saksonia, w powiecie Osnabrück.